# Richard Meng
Richard Meng (* 18. Juni 1954 in Gelnhausen) ist ein deutscher Journalist. Er war von Dezember 2007 bis Dezember 2014 Sprecher des Berliner Senats und ist derzeit Mitglied des Vorstandes der Stiftung Zukunft Berlin und dort für die PR zuständig.

## Biografie
Nach seinem Abitur, das er am Gymnasium in Büdingen ablegte, begann Meng ein Studium in Gießen. Nach den Abschlüssen in Mathematik, Politikwissenschaft und Soziologie machte er sein Lehramtsreferendariat in Friedberg (Hessen). 1984 promovierte er in Sozialwissenschaften. Bereits während des Studiums arbeitete er freiberuflich als Journalist. 1984 folgte die Anstellung als Redakteur bei der Frankfurter Rundschau. Dort befasste er sich vor allem von Wiesbaden aus mit der Berichterstattung und Kommentierung zur hessischen Landespolitik. Von 1996 an war er als deren bundespolitischer Korrespondent in Bonn und Berlin tätig; seit 2006 leitete er das Berliner Büro und wurde zum stellvertretenden Chefredakteur ernannt.
Neben seiner bundespolitischen Berichterstattung beschäftigt er sich mit dem Verhältnis von Medien und Politik und veröffentlichte dazu zahlreiche Beiträge in Fachmedien. Er hatte einen Lehrauftrag an der Universität in Marburg und lehrt aktuell (Stand November 2018) in Berlin. Zudem publizierte er mehrere Bücher.
Vom 1. Dezember 2007 bis zum 11. Dezember 2014 war er Staatssekretär und Sprecher des Berliner Senats unter Klaus Wowereit.
Meng ist Vorsitzender der Karl-Gerold-Stiftung zur Förderung des journalistischen Nachwuchses.
Am 17. September 2018 wurde er in einer außerordentlichen Mitgliederversammlung der Deutschen Olympischen Gesellschaft Landesverband Berlin e.V. einstimmig zum neuen Präsidenten der DOG Berlin gewählt.

## Werke
- Wir schaffen es (nicht), Schüren, Marburg 2017, ISBN 978-3-89472-295-1
- Merkelland. Wohin führt die Kanzlerin? Kiepenheuer und Witsch, Köln 2006, ISBN 3-462-03744-7
- Der Medienkanzler. Was bleibt vom System Schröder? Edition Suhrkamp, Frankfurt am Main 2002, ISBN 3-518-12265-7
- Links der Mitte: welche Chancen hat Rot-Grün? Schüren, Marburg 1993, ISBN 3-89472-251-7
- Die sozialdemokratische Wende: Außenbild und innerer Prozess der SPD 1981 – 1984. Focus, Gießen 1985, ISBN 3-88349-319-8